# Cybocephalus nigritulus
Cybocephalus nigritulus là một loài bọ cánh cứng trong họ Cybocephalidae. Loài này được LeConte miêu tả khoa học năm 1863.